# Juniperus blancoi
Juniperus blancoi é uma espécie de conífera da família Cupressaceae.
Apenas pode ser encontrada no México.